# Rudolf Burkhardt (Maler)
Rudolf Burkhardt (* 24. April 1894 in Stuttgart; † 12. Januar 1969 ebenda) war ein deutscher Maler, Grafiker und Architekt.

## Leben
Rudolf Burkhardt studierte Architektur an der Technischen Hochschule Stuttgart. Er war dort unter anderem Schüler von Karl Schmoll von Eisenwerth.
Er erhielt einen Lehrauftrag für Skizzieren nach der Natur an der Abteilung Architektur der oben genannten Technischen Hochschule. Er wirkte dann als freier Architekt in Stuttgart. 1947 nahm er als Künstler an der Ausstellung der Stuttgarter Sezession teil. In den Jahren 1947 und 1948 war er zweiter Vorsitzender dieser Künstlervereinigung.